# Kami Andrews
Kami Andrews (Florida; 1 de marzo de 1975) es una actriz pornográfica retirada, directora y bailarina estadounidense.

## Biografía
Andrews nació en el estado de Florida. Se casó al cumplir los 18 años, divorciándose a los 28 años, en 2003, año en que entró en la industria pornográfica.
En 2004 ganó el Premio XRCO a la Mejor escena de sexo en grupo por Baken Dozen, galardón que compartió con Missy Monroe y Julie Night.
Estuvo nominada en los Premios AVN en las categorías de Mejor actriz en vídeo por Texas Asshole Massacre, Mejor escena de sexo anal por Riot Sluts y Mejor escena de masturbación por Cousin Stevie's Pussy Party 10.
Su primera escena de penetración vaginal doble fue en la película 6 Black Sticks 1 White Trick 5.
Además de actriz, entre 2005 y 2006 decidió ponerse tras las cámaras para grabar 3 películas.
Andrews se retiró de la industria en 2009, con algo más de 170 películas protagonizadas, tanto en producciones originales como en compilaciones.

## Premios y nominaciones
| Año  | Ceremonia    | Resultado | Premio                       | Trabajo                        |
| ---- | ------------ | --------- | ---------------------------- | ------------------------------ |
| 2004 | Premios XRCO | Nominada  | Superslut                    | —                              |
| 2004 | Premios XRCO | Ganadora  | Mejor escena de sexo grupo   | Baker's Dozen 2                |
| 2005 | Premios AVN  | Nominada  | Mejor escena de sexo anal    | Riot Sluts                     |
| 2006 | Premios AVN  | Nominada  | Mejor actriz                 | Texas Asshole Massacre         |
| 2006 | Premios AVN  | Nominada  | Mejor escena de masturbación | Cousin Stevie's Pussy Party 10 |